# Лучекский сельсовет
Лучекский сельсовет — административно-территориальная единица и муниципальное образование со статусом сельского поселения в Рутульском районе Дагестана Российской Федерации.
Административный центр — село Лучек.

## Население
| 2002 | 2010 | 2012 | 2013 | 2014 | 2015 | 2016 |
| ---- | ---- | ---- | ---- | ---- | ---- | ---- |
| 814  | ↘509 | ↘494 | ↘484 | ↘474 | ↘472 | ↘456 |
| 2017 | 2018 | 2019 | 2020 | 2021 | 2023 | 2024 |
| ↘440 | ↘432 | ↘422 | ↘415 | ↗465 | ↘464 | ↗467 |
| 2025 |      |      |      |      |      |      |
| ↘456 |      |      |      |      |      |      |

## Состав
| № | Населённый пункт | Тип населённого пункта       | Население |
| - | ---------------- | ---------------------------- | --------- |
| 1 | Вруш             | село                         | ↘14       |
| 2 | Лучек            | село, административный центр | ↘451      |